# Björn Björnsson
Björn Sveinsson Björnsson (ur. 15 października 1909 w Reykjavíku, zm. 14 kwietnia 1998 w USA) – islandzki ochotnik Waffen-SS, oficer SS-Standarte Kurt Eggers, propagandysta.

## Życiorys
Był synem Sveinna Björnssona, ambasadora Islandii w Danii w latach 1918–1941, zaś od 1944 r. islandzkiego prezydenta. Ukończył gimnazjum w Reykjavíku. W 1930 r. wyjechał do Szwecji, gdzie znalazł pracę w filii islandzkiej kompanii transportowej Eimskip. W 1931 r. przybył do Niemiec. Zamieszkał w Hamburgu. Po dojściu NSDAP do władzy w 1933 r., nawiązał kontakty z nazistami. W 1935 r. założył własną firmę handlową Björn Sveinsson & Co., która upadła w 1938 r. Przeniósł się wówczas do Kopenhagi. Pracował w fabryce oleju w Aarhus. Po zajęciu Danii przez wojska niemieckie 9 kwietnia 1940 r., choć miał szansę powrócić na Islandię, postanowił pozostać w okupowanym kraju. Na pocz. 1941 r. przyjechał ponownie do Hamburga, znajdując nową pracę w zakładach mięsnych. Kiedy Niemcy zaatakowały ZSRR 22 czerwca 1941 r., wstąpił ochotniczo we wrześniu tego roku do Waffen-SS. 
Służył zimą 1942 r. jako korespondent wojenny na froncie wschodnim. 15 maja tego roku awansował do stopnia SS-Sturmanna. Następnie wysłano go na przeszkolenie oficerskie do Bad Tölz, po ukończeniu którego w stopniu SS-Unterscharführera, SS-Oberscharführera, a następnie SS-Untersturmführera pracował w departamencie propagandy w Berlinie. Formalnie wchodził w skład SS-Standarte „Kurt Eggers”. Był też spikerem w duńskim radiu. Ponadto publikował propagandowe artykuły w piśmie SS „Daggry”. Został odznaczony Żelaznym Krzyżem 2 klasy. 
Po kapitulacji III Rzeszy 8/9 maja 1945 r., został aresztowany i uwięziony do 1946 r. Zwolniono go bez procesu prawdopodobnie z powodu nacisków władz islandzkich. Powrócił na Islandię, zaś w 1949 r. wyjechał do Argentyny. Nie udało mu się rozkręcić tam żadnego interesu, dlatego przybył ponownie do ojczyzny. Pracował krótko na lotnisku międzynarodowym w Keflavíku, po czym przeniósł się do RFN, a stamtąd do USA. Od 1962 r. pracował jako agent Encyklopedii Britannica. Pod koniec życia studiował języki obce i muzykę.